# メガラシネ
メガラクネ（Megarachne、またはメガラシネ）は、古生代石炭紀に生息したウミサソリの一属。円盤状に張り出した背板を特徴とし、アルゼンチンから発見される Megarachne servinei という一種の数少ない化石のみによって知られる。

## 名前
学名「Megarachne」は古代ギリシア語の「μέγας（megas、巨大）」と「ἀράχνη（arachne、クモ）」の合成で、すなわち「巨大なクモ」を意味する。これは本属が命名当初にクモと誤解釈されたからである。

## 復元の経緯
メガラクネは昔今を通じて鋏角類の節足動物と考えられるが、それ以降の本質に対する解釈は、2000年代を介して化石の発見によって大きく変わった。1980年から巨大クモとして広く知られたが、この復元は後に疑問視され、やがて2005年にウミサソリであると判明した。

### 巨大なクモ（1980年代～1990年代）
1980年、メガラクネはアルゼンチンの古生物学者 Mario Hünicken によって記載された。ホロタイプ（正基準標本）となる化石 CORD-PZ 2110 は、アルゼンチンにおける、地質時代は石炭紀後期のアッセリアン期（およそ3億年前）に当たる Bajo de Véliz Formation から採取された。
このホロタイプの本体は、大まかにくびれのある前半部と、筋のある円盤状の後半部の2部に分かれ、集約した数対の眼と数本の脚はその前半部の中央と両縁に配置される。Hünicken 1980 は、本体の前後2部をそれぞれ「（くびれの介して分かれる）へら状の鋏角と台形の背甲」と「毛のある後体（腹部）」と判断し、集約した眼は全てが単眼で、メガラクネを巨大なトタテグモ下目（丈夫な体型と大きな鋏角を特徴とするクモの系統群）のクモと解釈していた。また、そのホロタイプに対するX線マイクロトモグラフィ的解析で発見された裏側の痕跡も、クモらしき構造（鋏角の牙、脚の基節など）と解釈された。
この化石の脚の長さは50cmと推定され、既知最大の現生クモであるルブロンオオツチグモ（Theraphosa blondi、脚長約30cm）を超えることにより、メガラクネは史上最大のクモであるとされた。原記述が公表される以降、巨大なクモとして復元されるメガラクネは広く知られるようになり、その姿は各地の博物館で展示され・ドキュメンタリーにも採用されるほどである。
しかしこの解釈は、後に多くにクモ学者に疑わしく見受けられ、特にその "背甲" は後方近くに1本の溝が走ることと、"鋏角" がへら状であることはクモにしては異様である。しかし、メガラクネのホロタイプは長らく銀行の金庫に保存されており、直接に研究できず、その石膏模型しか入手できなかった。

### 後半身を欠けたウミサソリ（2005年以降）

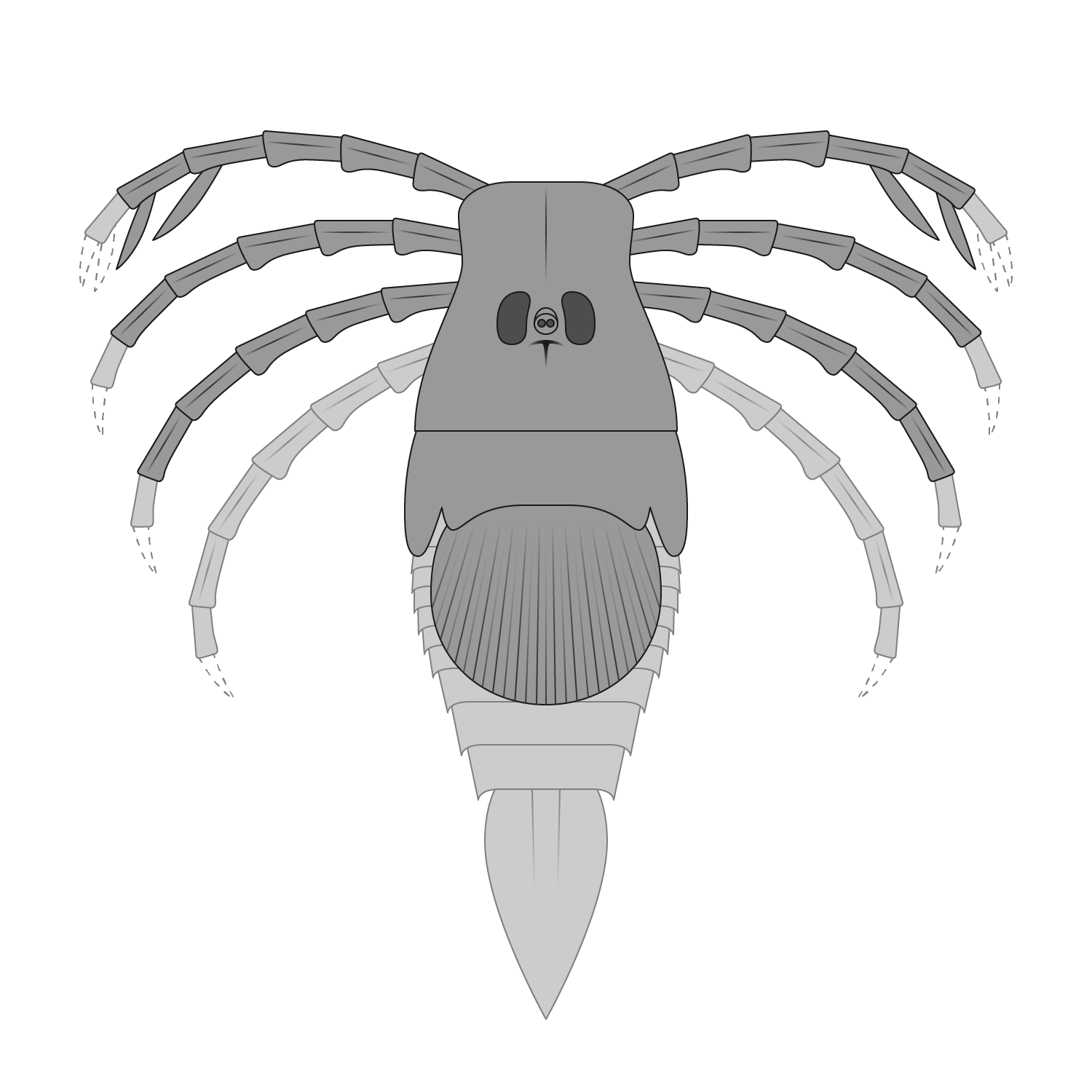
ウミサソリとして新たに復元されたメガラクネ。前方の脚と各脚の先端（破線）は不明で、後体の後半部や尾節など（薄灰色）は近縁の に基づいて復元された。

2つ目のメガラクネの化石は後にホロタイプと同じ発見地で見つかり、この新たな化石はホロタイプにある "鋏角" と "腹部" を欠けているが、代わりに背甲の両縁と脚の基部が保存される。2005年、イギリスの古生物学者兼クモ学者である José A. Corronca と、アルゼンチンのクモ学者である Mario A Hünicken と José A Corronca からなる研究チームは、メガラクネの化石をウミサソリである Woodwardopterus や Cyrtoctenus と比較し、再検討していた。結果としてメガラクネの化石はクモの特徴を欠き、外骨格の表面構造はウミサソリ的で、各部位の形態も前述のウミサソリの背甲・眼・背板・脚によく吻合しており、本属はそれらに近縁のウミサソリであると判明した。すなわち、メガラクネの2つの化石とも後体（ウミサソリの縦長い後半部）の大半を欠損したウミサソリであり、ホロタイプでクモ的と解釈された部分の本質は、次の通りに解明された。
1. "鋏角" → 背甲の前半部
2. "両鋏角の境目" → 背甲前半中央の隆起線
3. "背甲" → 背甲の後半部と後体1枚目の背板
4. "背甲後方の溝" → 背甲と後体の境目
5. "集約した数対の単眼" → 各1対の単眼と複眼
6. "後体" → 後体2枚目の背板

また、Hünicken 1980 でX線マイクロトモグラフィによって発見されるホロタイプの裏側の痕跡は、該当化石由来でなく、単にその下の石のひび割れであることも指摘される。

## 形態

メガラクネとヒトのサイズ比較図

体長54cmに及ぶと推測される中型のウミサソリである。体表は隆起が密生し、局部（背甲、後方の脚、後体前2枚の背板）のみが知られる。
前体（prosoma、頭胸部）の背甲は縦長く、左右がわずかにくびれる。各1対の複眼と単眼（側眼と中眼）は背甲の中央に集約し、隆起線はその前方に1本と後方にTの字形で背甲の正中線を走る。
6対の前体付属肢（関節肢）のうち後3対の脚のみが知られ、前3対の付属肢である鋏角、第1脚（触肢）と第2脚は不明。既知のそれぞれの脚はほぼ同形で、顎基のある基節以降の肢節は長く、溝が走り、それぞれの先端はやや膨らんでいる。先端の肢節は不明。最初の1対は途中の肢節にブレード状の突起がある。
後体（opisthosoma、腹部）は最初2枚の背板のみが知られ、1枚目の背板は背甲に密着して横幅が広く、左右は後ろ向きの葉状に突出する。表面に筋が並んでいる2枚目の背板が円盤状に張り出しているのが特徴的である。

## 生態
メガラクネの生態に関しては不明点が多い。ヒベルトプテルス（Hibbertopterus）のように、前方の脚にあるブレード状の突起を用いて水中の堆積物から餌を集めていたとされるが、堆積学的証拠によると、その生息環境は海洋ではなかったことが示される。円盤状の第2背板の機能は不明。

## 分類
幅広い後体第1-2背板を共有派生形質とし、メガラクネ属 Megarachne は Woodwardopterus属、Mycterops属と共にMycteropidae科（=ウッドワードウミサソリ科 Woodwardopteridae）に分類されるウミサソリである。その中で Mycterops属がメガラクネ属に最も近縁と考えられる。なお、この3つの属はシノニムで、それぞれの相違点は、単に同属における違う成長段階を表した特徴の可能性もある。
2020年現在、メガラクネ属は Megarachne servinei という一種のみが含まれる。